# Aphyocharax agassizii
Aphyocharax agassizii és una espècie de peix d'aigua dolça de la família dels caràcids i de l'ordre dels caraciformes.
Els adults poden assolir 3,3 cm de llargària total. Viu en zones de clima tropical, a la conca del riu Amazones al Brasil a Sud-amèrica:.